# Alois Büchi
Alois Büchi (* 11. August 1879 in Thalwil; † 1. Juni 1948 in Küsnacht) war ein Schweizer Gewerkschafter und Sekretär des Verbands der Handels-, Transport- und Lebensmittelarbeiter (VHTL).

## Leben
Büchi entstammte einfachsten Verhältnissen. Da der Vater, ein Säger, und die Mutter, eine Weberin, das Kind nicht versorgen konnten, kam er schon früh als Verdingbub in eine Pflegefamilie. Auch musste er seinen Grossvater beim Hausieren mit Anfeuerholz unterstützen.
Trotzdem erzielte er gute schulische Leistungen und konnte eine Lehre in einer mechanischen Werkstatt absolvieren. Auf seiner anschliessenden  Wanderschaft, die ihn unter anderem ins Elsass und durch Bayern führte, kam er erstmals mit sozialistischem Gedankengut in Kontakt.
Nach seiner Heirat um 1900 fand er Arbeit in der Schweizerischen Lokomotiv- und Maschinenfabrik in Winterthur. Hier engagierte sich Büchi in der Arbeiterbewegung, was sogar die Zustimmung des demokratisch gesinnten Direktors fand.
1907 wechselte Büchi als hauptamtlicher Sekretär zum Schweizerischen Metall- und Uhrenarbeiterverband (SMUV), bereits zwei Jahre später wurde er in Schaffhausen Sekretär des VHTL und blieb bis 1936 im Amt.